# Antarctica New Zealand

Karta över Ross Dependency, en sektor i Antarktis som New Zealand gör anspråk på.

Antarctica New Zealand är ett institut som hanterar Nya Zeelands intressen i Antarktis. Organisationen tillhandahåller logistikstöd för ett stort, vetenskapligt program samt driver forskningsstationen Scottbasen i McMurdosundet.
Nya Zeeland började sitt engagemang i Antarktis 1923 med aktiviteter i nära samarbete med Storbritannien. Scottbasen invigdes 20 januari 1957 och användes under det Internationella geofysiska året.
Institutet är lokaliserat till International Antarctic Centre i Christchurch på Nordön.